# Równina Tarnobrzeska
Równina Tarnobrzeska (512.45) (Równina Rozwadowska) – mezoregion fizycznogeograficzny w południowo-wschodniej Polsce, północna część Kotliny Sandomierskiej. Graniczy od zachodu i północnego zachodu z Niziną Nadwiślańską, od wschodu i północnego wschodu z Doliną Dolnego Sanu, od południa z Płaskowyżem Kolbuszowskim, a od południowego zachodu na niewielkim odcinku z Doliną Dolnej Wisłoki.
Region jest równiną zbudowaną z piasków rzecznych, obecnie zwydmionych. W podłożu Równiny Tarnobrzeskiej zalegają utwory mioceńskie z pogipsową serią siarkonośną – bogate złoża siarki przyczyniły się do przemysłowego (gospodarczego) rozwoju regionu, w okresie pomiędzy 1953 rokiem (odkrycie złóż siarki) a latami 90. XX wieku. Wiązało się to z powstaniem Tarnobrzeskiego Zagłębia Siarkowego i Tarnobrzeskiego Okręgu Przemysłowego. 
Na terenie Równiny Tarnobrzeskiej znajdują się pozostałości Puszczy Sandomierskiej w postaci dużych obszarów leśnych (sosna, dąb); dominują bory sosnowe, chociaż spotyka się również lasy mieszane, łęgowe (topole, wierzby) i liściaste.
Głównymi rzekami regionu są Trześniówka i Łęg (dopływy Wisły). Najważniejszym miastem (od którego pochodzi nazwa regionu) jest Tarnobrzeg, ponadto na pograniczu regionu leży Stalowa Wola.